# Fromager d'Affinois
Le Fromager d’Affinois ou Pavé d’Affinois sont des marques commerciales déposées, propriétés de la société Fromagerie Guilloteau dont le siège est à Pélussin dans la Loire. 
Ces marques sont rattachées à une gamme de 30 fromages industriels fabriqués dans la Loire et dans l'Ain. Ce sont des fromages à pâte molle à croûte fleurie de laits de vache, chèvre ou de brebis présentés sous la forme d'une meule de 2 kilos, à la forme hexagonale et emballée dans un papier imprimé à étiquette sécable, en six parts.

## Méthodes d'obtention
Les méthodes d'obtention des fromages sous cette marque sont de type industriel. Les laits sont collectés, mélangés, pasteurisés et l'excédent d'eau, de lactose et de sels minéraux solubles est retiré par ultrafiltration Procédé Maubois, Mocqot, Vassal 1969. Un des résultats de cette méthode est l'accroissement du rendement en volume de transformation du fait de la rétention dans le fromage des protéines du lactosérum.

## Provenances des produits agricoles
Les différents laits crus sont achetés aux agriculteurs européens sauf pour le lait de brebis qui est acheté en France dans l'Aveyron.

## Sources
- Jean Froc, Balade au pays des fromages, Versailles, Quae, 2007, 268 p.  (ISBN 978-2759200177)
- Jean-Charles Karmann, Tout fromage, Genève, Minerva, 2007, 100 p.  (ISBN 978-2830709445)